# Вебер, Хуго
Хуго Вебер (Hugo Edmond Weber) (4 мая 1918, Базель — 15 августа 1971, Нью-Йорк) — американский фотохудожник, скульптор и преподаватель.

## Биография
Хуго Вебер родился в городе Базель в Швейцарии. Там же он изучал живопись в университете, обучаясь у художника Эрнста Сутера. Позже Хуго переехал в Париж и в 1939 году начал изучать искусство со скульптором Марселем Гимондом. Благодаря этому Вебер встретился с Аристидом Майолем, Хансом Арпом и Альберто Джакометти - художниками, с которыми он позже работал в качестве ассистента.
В 1949 году Вебер переехал в Чикаго, где начал работать учителем в Институте дизайна, заменив Ласло Мохоли-Надя. Одним из учеников Вебера является художник Джун Лиф. Также вместе с Эмерсоном Вёльфером Вебер занимался разработкой авангардной комнаты здания Jazz Ltd в Чикаго. С 1955 по 1960 год Вебер жил в Париже, после чего отправился в Нью-Йорк. В Нью-Йорке он подружился со многими художниками-абстракционистами нового поколения Нью-Йорка, после чего у него вырос интерес к поэзии и письму. Вебер был художником жестов, но его корни были не в американской живописи, как в других нью-йоркских школах американского абстрактного экспрессионизма, а в европейском «стиле информации».
Вебер создал два фильма, освещающих его творческую работу как художника, Vision in Flux (1951) и Process Documentation by the Painter (1954). В феврале и марте 1964 года Вебер создал литографии в Институте Тамаринда вместе с Ирвином Холландером. 
Умер Хуго Вебер 15 августа 1971 года в возрасте 53 лет в Нью-Йорке после непродолжительной болезни.

## Признание
Работы Хуго Вебера находятся в различных общественных коллекциях, в том числе в Смитсоновском музее американского искусства, Национальной галерее искусств и художественном институте Чикаго. Бюст Вебера в бронзе, который находится в Коронном зале кампуса ИИТ, исполнил архитектор Мис ван дер Роэ.